# Psycho Circus-Tour
Psycho Circus war eine 1999 begonnene Tournee der Hard-Rock-Gruppe Kiss.

## Hintergrund
Kiss hatte nach der Wiedervereinigung der Gründungsmitglieder bei “MTV Unplugged” 1996 und 1997 eine äußerst erfolgreiche Tournee (Alive/Worldwide Tour) absolviert. Die Konzertreise beinhaltete 192 Konzerte in 24 Staaten, die einzelnen Veranstaltungen hatten durchschnittlich 13.737 Besucher. Merkmal der Tournee war die Verwendung eines Nachbaus der Love Gun-Bühne, mit der die Gruppe ihre erfolgreichste Tournee der 1970er Jahre bestritten hatte und die durch die Abbildungen im Klappcover des Albums Alive II weltweit Bekanntheit erlangt hatte.
Am 22. September 1998 veröffentlichte die Gruppe ihr von Bruce Fairbairn produziertes 18. Studioalbum mit dem Titel Psycho Circus. Dabei handelte es sich um die erste Veröffentlichung der Gründungsformation der Gruppe seit Dynasty von 1979.
Änderungen an der Bühne betrafen die Verwendung von zwei großen Bandlogos auf der linken und rechten Bühnenseite; üblicherweise hatte die Gruppe bis dahin stets ein einzelnes, mittig positioniertes Logo bei ihren Konzerten benutzt. Der Drumriser wurde nicht mehr, wie sonst üblich, durch ein Hydrauliksystem angehoben, sondern an Ketten hochgezogen, sodass man unter ihm hindurchsehen konnte. Dadurch und durch die Nutzung von Nebeleffekten an der Unterseite des Drumrisers entstand ein Schwebeeffekt. Auffälligstes Merkmal der Bühnenshow, bei der die Gruppe Replikas ihrer 1976 getragenen Kostüme trug, war jedoch der Einsatz von 3D-Effekten. Um das zu ermöglichen, wurde das Unternehmen Nocturne Productions mit der Umsetzung beauftragt, die sich für den Einsatz von stereoskopischem 3D entschied, bei dem die Zuschauer eine Brille mit polarisierten Gläsern tragen mussten, die sie am Eingang zum Veranstaltungsort erhielten.
Während der Konzerte wurden vorproduzierte Videofilme und mit 3D-Kameras produzierte Liveaufnahmen auf den Videowänden gezeigt; für die Zuschauer wurde jeweils rechtzeitig vorher ein Symbol eingeblendet, damit sie wussten, dass sie die Brillen aufsetzen mussten. Dadurch war es möglich, Effekte wie in den Zuschauerraum fliegende Plektren oder entgegengestreckte Gitarren zu erzeugen. Ursprünglich hatte das Management auch die Idee verfolgt, vor jedem Konzert Artisten und Clowns auftreten zu lassen, sodass die Tournee quasi von einem realen Zirkus begleitet werden würde, es konnte jedoch keine Vereinbarung mit den Künstlern getroffen werden, sodass die Idee kurz vor der Generalprobe am 30. Oktober 1998 fallen gelassen wurde. Die Zirkusmitglieder traten dennoch beim Premierenkonzert am 31. Oktober in Los Angeles auf.
Musikalisch verließ sie die Gruppe auf die bewährte Setlist mit überwiegend altem Material (mit einem Schwerpunkt auf die Jahre 1975, 1976 und 1977), lediglich drei Titel von Psycho Circus kamen dazu.
- Zahl der Konzerte: 62
- Beginn der Tournee: 31. Oktober 1998, Dodger Stadium, Los Angeles (Kalifornien)
- Ende der Tournee: 3. Januar 2000, George M. Sullivan Sports Arena, Anchorage, Alaska
- Besuchte Länder: Argentinien, Belgien, Brasilien, Kanada, Deutschland, England, Finnland, Frankreich, Italien, Mexiko, Niederlande, Norwegen, Schweden, Tschechische Republik, Vereinigte Staaten
- Vorgruppen: Big Wreck, Bionic, Buck Cherry, Caroline’s Spine, Econoline Crush, Everclear, John Hayes Project, Junkbox, Lit, Los Villanos, Natural Born Hippies, Nickelback, Ozone Monday, PUYA, Rammstein, Smashing Pumpkins
- Durchschnittliche Besucherzahl: 12.826 (ohne die drei Einzelkonzerte, die nach dem 24. April 1999 stattfanden)

### Konzertabsagen
Insgesamt mussten fünf geplante Termine abgesagt werden, unter anderem die drei Konzerte in Moskau und Sankt Petersburg, die am 28. März 1998 nach den NATO-Luftangriffen vom 24. März im Kosovo aus Sicherheitsgründen gestrichen wurden. Außerdem wurden je ein für Santiago de Chile (Chile) und Montevideo (Uruguay) geplantes Konzert abgesagt.

## US-Tour
Am 30. Oktober 1998 fand im Dodger Stadium in Los Angeles die Generalprobe für das erste Konzert der Tournee statt, an der zahlreiche Mitglieder des Musiklabels Mercury Records und weitere geladene Gäste teilnahmen. Auch Bruce Kulick, von 1984 bis 1995 Gitarrist der Band, gehörte zu den Gästen der Probe. Der Startschuss zur Tournee fiel dann am 31. Oktober (Halloween), als die Gruppe vor 32.019 Zuschauern in Los Angeles auftrat. FOX sendete am selben Tag eine (aufgezeichnete) Sendung der Reihe Mad TV, bei der Kiss die Gastgeberrolle wahrnahm und die Gruppe bzw. einzelne Mitglieder der Band in einigen Sketchen mitspielten. Im Anschluss daran strahlte der Sender die halbstündige KISS LIVE – The Ultimate Halloween Party aus, während der die Lieder Psycho Circus und Let Me go, Rock ’n Roll (an der Westküste der USA durch Shout it out Loud ersetzt) live eingespielt wurden. Außerdem wurde das Konzert live im Radio übertragen; PepsiCo finanzierte die Übertragung im Internet. Zur Setlist gehörten bei diesem Konzert auch die Lieder Nothin’ to Lose und She, die während der restlichen Tournee jedoch nicht wieder gespielt wurden.
In der Zeit bis zum 2. Januar 1999 trat die Band bei weiteren 32 Konzerten in den Vereinigten Staaten auf. Das Konzert vom 12. Dezember 1998 in Terre Haute, dem Gründungsort des Fanclubs Kiss Army, wurde aufgezeichnet und Teile davon für die „Tour Edition“ von Psycho Circus verwendet, die am 22. Februar 1999 in Europa veröffentlicht wurde. Neben der regulären CD enthielt diese Ausgabe des Albums eine EP mit sechs Live-Titeln. In Omaha ließ Paul Stanley am 16. Dezember 1998 einen Siebenjährigen von Sicherheitskräften aus der Menge holen, nachdem dieser einen Ellbogenstoß ins Gesicht bekommen hatte. Der Junge durfte den Rest der Konzertes von der Bühnenseite aus verfolgen und traf anschließend die Gruppenmitglieder.
Die Tournee wurde nach dem Konzert am 2. Januar 1999 in Nashville für knapp vier Wochen unterbrochen, bevor die Gruppe in Helsingfors das erste Konzert ihrer Europa-Tournee absolvierte.

## Europa-Tournee

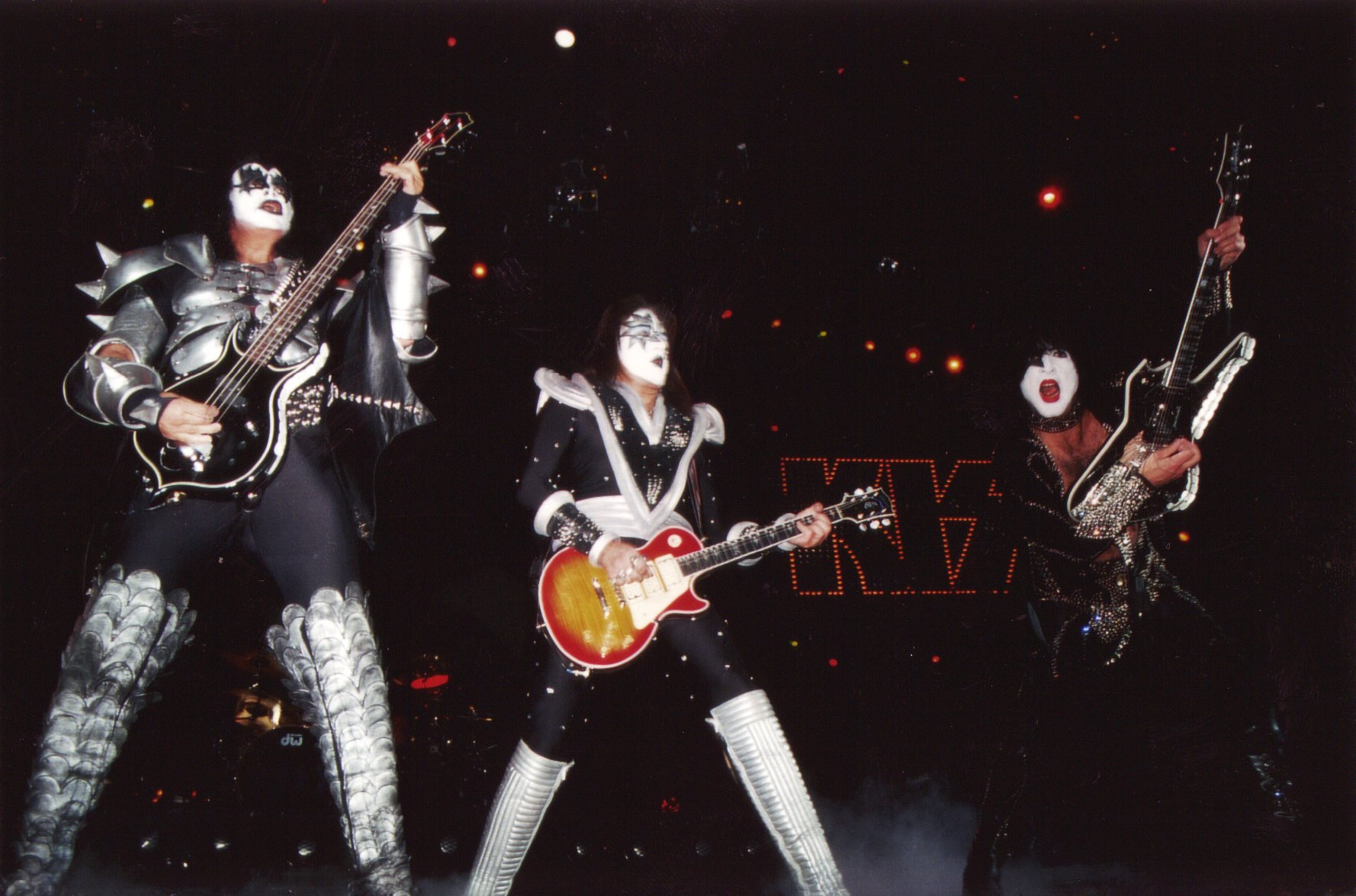
Kiss im Palais Omnisports de Paris-Bercy, 22. März 1999

Die Europa-Tournee begann am 26. Februar in Finnland. Da sich Paul Stanley einer Knieoperation hatte unterziehen müssen, trug er für den Rest der gesamten Tournee eine orthopädische Schiene an seinem linken Bein. Die Konzertreise führte die Gruppe über Oslo, Stockholm (2 Termine) und Göteborg (2 Termine), die allesamt ausverkauft waren, nach Deutschland. Beim Konzert am 7. März 1999 in Berlin begann Paul Stanley, die erste Strophe des Deutschlandliedes („Deutschland, Deutschland, über alles...“) zu singen, wurde aber umgehend von Gene Simmons unterbrochen, dem das Ansehen der ersten Strophe in der öffentlichen Meinung scheinbar bekannt war. Stanley war offenbar der irrigen Annahme, es handele sich bei dem Text um die Deutsche Nationalhymne. Er wurde anschließend von Teilen der Zuschauer ausgepfiffen und -gebuht.
In Bremen kam es am 12. März zu einem weiteren Zwischenfall, nachdem das Bauordnungsamt angeblich die Verwendung jeglicher pyrotechnischer Gegenstände untersagt hatte. Paul Stanley erklärte den Zuschauern mithilfe eines Übersetzers diesen Umstand, erwähnte aber auch, dass die Band alles mitgebracht habe, was zu einem Kiss-Konzert gehöre, also „Rauch, Feuer und Bomben“. Man könne alles stoppen und aufhalten, aber Kiss könne man „niemals stoppen“ („You can never stop Kiss!“). Das Konzert verlief anschließend ohne jegliche Effekte, doch nach dem letzten Lied der Zugabe, Black Diamond, wurde von den Roadies der Band die gesamte installierte Pyrotechnik auf einmal gezündet. Jahre später gaben an der Bremer Veranstaltung beteiligte Techniker zu Protokoll, dass gar nicht alle Effekte untersagt worden waren, sondern nur ein einziger. Von einem heroischen Auflehnen gegen Verbote kann also nicht die Rede sein. Weshalb die Produktion zunächst auf die gesamte Pyrotechnik verzichtete, ließ sich nicht erklären. Ähnliches ereignete sich in Dortmund.
Die für Anfang April 1999 geplante Reise nach Russland fiel aus (siehe hier); stattdessen begab sich die Gruppe zunächst zurück in die USA.

## Südamerika-Tournee
Am 10. April 1999 begann die Südamerika-Tournee vor 35.000 Zuschauern in Buenos Aires. Ursprünglich sollte dieses Konzert im Estadio José Amalfitani stattfinden, es wurde jedoch am 4. März 1999 ins Estadio Monumental Antonio Vespucio Liberti verlegt, als klar wurde, das der Konzerttermin mit einem Fußballspiel im Estadio José Amalfitani kollidierte. Dieses Konzert wurde am 1. Mai 1999 im argentinischen Fernsehen gezeigt. Die Termine in Santiago de Chile (13. April) und Montevideo (15. April) wurden abgesagt, am 15. April stand die Gruppe stattdessen in Porto Alegre in Brasilien auf der Bühne. Weitere Stationen der Tournee waren São Paulo, San Juan (Puerto Rico) und Ciudad de México. Hier fand das letzte Konzert der regulären Tournee statt. Im Anschluss an die Tournee übernahm Paul Stanley seine Aufgabe als Hauptdarsteller im Musical Das Phantom der Oper in Toronto.

## Einzelkonzerte
Am 9. August 1999 spielte die Gruppe aus Anlass der Premiere des Films Detroit Rock City ein Konzert auf dem Parkplatz der University of California, Los Angeles (UCLA). Zu dieser Veranstaltung hatten nur eingeladene Gäste Zutritt. Ein TV-Special zu diesem Event wurde am 11. August von VH1 im US-Fernsehen gezeigt.
Am 31. Dezember trat die Gruppe in Vancouver zusammen mit den Bands Big Wreck, Lit und Nickelback auf und präsentierte noch einmal die Psycho Circus-Show. Der endgültig letzte Auftritt der Tournee fand am 3. Januar 2000 in Anchorage statt.

## Setlist
Zur Setliste gehörten insgesamt 22 Songs, die sowohl von Psycho Circus als auch von älteren Alben stammten: Psycho Circus, Shout it out Loud, Deuce, Do you Love Me, Firehouse, Shock Me, Calling Dr. Love, Let Me go, Rock ’n Roll, Into the Void, King of the Night Time World, God of Thunder, Within, Cold Gin, Love Gun, 100.000 Years, Rock and Roll All Nite, Beth, Detroit Rock City und Black Diamond waren bei allen Konzerten Bestandteil der Titelauswahl. She und Nothin to Lose entfielen nach der Premiere. I Was Made for Lovin’ You wurde bei allen Konzerten in Europa gespielt, in den USA nur sporadisch. Bei zwei Konzerten in Südamerika spielte die Band Teile von La Bamba und Guantanamera. Beim Konzert in Vancouver, das am 31. Dezember 1999 stattfand, spielte die Gruppe um Mitternacht das Lied 2.000 Man, die Coverversion eines Titels der Gruppe Rolling Stones.

## Belege
1. ↑  Karolina Mac: Zeitsprung: Am 12.3.1999 zünden Kiss in Bremen alle Pyros auf einmal. In: uDiscover Germany. 12. März 2019, abgerufen am 2. März 2021 (amerikanisches Englisch).